# Comunicaciones Botánicas del Museo de Historia Natural de Montevideo
Comunicaciones Botánicas del Museo de Historia Natural de Montevideo (abreviado Comun. Bot. Mus. Hist. Nat. Montevideo) es una revista con ilustraciones y descripciones botánicas que es editada en Montevideo desde el año 1942.